# Friesenheim (Francja)
Friesenheim – miejscowość i gmina we Francji, w regionie Grand Est, w departamencie Dolny Ren.
Według danych na rok 1990 gminę zamieszkiwało 507 osób, 42 os./km².